# Ágrio
Ágrio (em grego clássico: ; romaniz.: Ágrios) era o filho de Portaon e descendente do herói Étolo, líder da Etólia.
Eneu e Ágrio eram filhos de Portaon; Ágrios, vendo que Eneu não tinha filhos, expulsou-o do reino. Eneu teve três filhos, Meleagro, Dejanira  e Tideu  Depois da Guerra de Troia, Diomedes, filho de Tideu e Dípile, sabendo que seu avô havia sido expulso do reino, uniu-se a Estênelo, filho de Capaneu, lutou com Licopeu, filho de Ágrio, matou-o, e expulsou Ágrio, restaurando o reino a Eneu.